# 黃瀞瑩
黃瀞瑩（1992年6月10日—），中華民國政治人物，暱稱「學姐」，生於臺北市，台灣民眾黨籍，現任臺北市議會議員，曾任ETtoday新聞雲要聞中心記者，負責經營前臺北市市長柯文哲的粉絲專頁與臺北市政府秘書處副發言人等。2020年代表民眾黨參選不分區立法委員，未當選；2022年11月26日當選第14屆臺北市議員。

## 生平
黃瀞瑩從小生長於臺北市士林區天母地區，父親自行創業（銷售線材產品），母親當會計，她是家裡面的長女，有1個弟弟。從小，父母期望她念商學，或者成為長笛音樂家、考公務員等等。黃瀞瑩的「反骨」個性讓她在輔仁大學選擇新聞學系就讀。就讀期間，黃瀞瑩一度嚮往當體育記者，但是未果。透過學長、學姐的介紹，到網路媒體跑政治新聞，開啟她與政治的不解之緣。
2013年，曾經出現在朱學恆舉辦的第一屆十大惡人的街訪。
2022年，競選臺北市議員，被媒體稱為民眾黨四大美女政治人物（黃瀞瑩、楊寶楨、陳思宇及吳怡萱）之一。
2024年3月11日，與交往四年的媒體人劉家耀結婚。

## 政治經歷

### 國會助理
黃瀞瑩第一份與政治相關的工作是擔任民主進步黨立委蘇巧慧的國會助理。

### 臺北市政府
2018年黃瀞瑩進入臺北市政府擔任媒體事務組組員，因其外語能力佳而接手經營柯文哲官方Twitter帳號，3個月便迅速增加5萬名粉絲，成效卓著。
2018年7月5日，因麥卡貝網路電視的節目《木曜4超玩》拍攝「一日系列」之《一日市長幕僚》影片，節目上傳到YouTube後，引發網友熱議討論，當週登上台灣發燒影片第一名。影片中，黃瀞瑩被製作單位設計成「學姐」角色，帶著節目主持人邰智源體驗市長幕僚的一日行程，因其外表亮眼而意外掀起廣泛討論。
2018年12月25日，因輔選市長連任有功，與柯昱安共同接任臺北市政府副發言人，襄助發言人劉奕霆。2019年3月27日起，黃瀞瑩每週三參與主持臺北廣播電臺節目《臺北進行式》。
2019年8月6日，台灣民眾黨成立，黃瀞瑩是創黨黨員之一；11月19日，民眾黨公布不分區立法委員候選人名單，黃瀞瑩名列第13位，未當選。
2020年2月，回任臺北市政府副發言人。
2021年11月，擔任臺北市副市長黃珊珊幕僚而離開副發言人職位。

### 臺北市議會
2022年11月26日，黃瀞瑩當選第14屆臺北市議員（士林區、北投區）。

## 選舉紀錄
| 年度 | 選舉屆數               | 選舉區                                 | 所屬政黨   | 得票數    | 得票率 | 當選標記 | 備註   |
| ---- | ---------------------- | -------------------------------------- | ---------- | --------- | ------ | -------- | ------ |
| 2020 | 第十屆立法委員選舉     | 全國不分區及僑居國外國民立法委員選舉區 | 臺灣民眾黨 | 1,588,806 | 11.22% |          | [ 16 ] |
| 2022 | 第十四屆臺北市議員選舉 | 臺北市第一選舉區                       | 臺灣民眾黨 | 29,270    | 10.63% |          | [ 17 ] |

## 作品

### 廣播主持
- 《臺北進行式》，臺北廣播電臺[13]
- 《中廣論壇》，中廣新聞網[每週週二]

### 綜藝節目
| 日期       | 頻道       | 節目名稱                | 備註 |
| ---------- | ---------- | ----------------------- | ---- |
| 2023/01/07 | 薩泰爾娛樂 | 炎上 BURN－ 炎上 王世堅 | 火伴 |

## 爭議

### 統獨立場
2019年3月，黃瀞瑩在政論節目《年代向錢看》上说「我實在是不知道統一跟獨立每兩年都在台灣會出現一次，到底在吵什麼？因為統獨就是一個假議題」，引發現場來賓紛紛插嘴。她並表示「我們現在只關心的事，我現在留在臺北，我可以做到什麼樣的工作，我之後在臺北可以獲得什麼樣的生活？」。
此發言引來林飛帆、徐巧芯、呂秋遠等人插嘴，原本在因網路節目而擁有高人氣的黃瀞瑩聲勢因而受影響。柯文哲表示：「同樣的說明，標題對、內容要對，還有時機場合。也不能要求一個20幾歲的年輕人，在每個論述跟每個名嘴對答還可以平分秋色。要給年輕人機會。要上去，也要給她更多的訓練。」 知名律師呂秋遠則批她荒謬，指統獨不只是政治也是生活。
2022年10月，黃瀞瑩在政論節目新聞面對面說「抗中保台也是每個人的DNA」。何孟樺質疑黃瀞瑩一下這樣一下那樣，「是胡言亂語、自己都不知道在講什麼。」汪浩發文「不是說『統獨就是個假議題』嗎？怎麼變成了『抗中保台也是每個人的DNA』？『抗中保台』是『民眾黨』的假DNA吧？」

### 北市徵才疑似內定
黃瀞瑩先前因擔任台灣民眾黨不分區立委候選人，辭去臺北市政府發言人一職，2020年2月她回鍋臺北市政府，被網友們質疑早已「內定」，包括臺北市議員簡舒培、王世堅、桃園市議員王浩宇都對此批評，王浩宇直接表示：「這都是假的面試，假的一個流程，全部都已經內定。」
2020年1月23日，柯文哲出訪歐洲返國後即拍定黃瀞瑩回任臺北市政府副發言人。黃瀞瑩亦表示確有此事，並預計最快2月初即可回任。
2020年2月4日，臺北市政府發布徵才公告，並於2月6日截止收件。黃瀞瑩即於2月7日就職，市府則於2月8日公告錄取名單。被外界質疑臺北市政府只花一天即完成審查履歷、面試等工作。臺北市政府副發言人戴于文回應：「聘用主任研究員」有兩次公告，並為兩個職缺，黃瀞瑩乃是2月4日公告的職缺，只是2月4日職缺公告已遭刪除，因而引起誤會。臺北市政府稱一切依法辦理、合乎程序。
2020年2月10日，黃瀞瑩針對「假徵才真內定」爭議則認為，這是特定人士的抹黑烏賊戰，對於未經查證就轉貼「滿痛心的」。認為當下應該上下一心對抗COVID-19疫情，而非自己的人事案。民眾黨不分區立委蔡壁如對此則是表示，黃瀞瑩的職務「其實只要首長簽字就可以了」，認為吵這個沒有意義。

### 成語雙關譏監察院長
2022年2月，監察院公布調查報告，指出市府輕忽疫情、未落實篩檢與匡列接觸者，以致引發病毒傳播，楊寶楨及黃瀞瑩在臉書分別留言「大菊為重」、「再重也要好好調查真相」。時任高雄市議員高閔琳表示，她對兩人身為女性還對同為女性的陳菊發表充滿性別歧視和外貌羞辱的言語感到憤怒。而民進黨高雄市議員參選人蘇致榮表示，兩人的行為是歧視物化和外貌羞辱。
這份調查報告，惹怒了臺北市長柯文哲、市府團隊以及民眾黨團。像是柯文哲在記者會上酸監院淪為「政治打手」、副市長黃珊珊回擊監院「片面解讀、打擊北市士氣」；民眾黨團更有8名北市議員參選人冒雨前往監院門口召開記者會，質疑監院「選擇性辦案」，各界期盼的「3＋11報告書」等了8個月還沒得到結果，卻在選舉前夕攻擊北市府。
媒體人朱凱翔指出「大菊為重」明明是在指2年多前私菸案後時任總統府秘書長的陳菊不負責，有PTT鄉民挖出2015年民進黨高雄市立委初選時菊系人馬許銘春以「大菊為重」所以退出，及苗博雅也曾在臉書發文寫過這句話，直指大菊為重一詞為綠營自己喊出。
國民黨高雄市黨部發言人呂謦煒提到「大菊為重」爭議表示是因蔡英文政府爆發私菸案，當時親綠媒體報導稱『網友認為陳菊知情卻縱放，檢調刻意設停損點不辦陳菊，開玩笑稱是以「大菊為重」』。民進黨運用媒體跟網路力量，鋪天蓋地轉移焦點，將「大菊為重」說成是歧視，沒想到現在迴力鏢又轉回到自己身上！呂謦煒質疑，難道只有「綠」能，別人都不能？

## 外部連結
- 黃瀞瑩的Facebook專頁
- 黃瀞瑩的Instagram帳戶
- YouTube上的黃瀞瑩頻道